# Condado de Pittsburg
El condado de Pittsburg (en inglés: Pittsburg County), fundado en 1907 y con nombre en honor a la ciudad de Pittsburg de donde procedían sus primeros colonos, es un condado del estado estadounidense de Oklahoma. En el año 2000 tenía una población de 43.953 habitantes con una densidad de población de 13 personas por km². La sede del condado es McAlester.

## Geografía
Según la oficina del censo el condado tiene una superficie total de 3569 km² (1378,0 mi²), de los que 3383 km² (1306,2 mi²) son tierra y 186 km² (71,8 mi²) (5,22 %) son agua.

### Condados adyacentes
- Condado de McIntosh - norte
- Condado de Haskell - noreste
- Condado de Latimer - este
- Condado de Pushmataha - sureste
- Condado de Atoka - sur
- Condado de Coal - suroeste
- Condado de Hughes - oeste

## Demografía
Según el censo del 2000 la renta per cápita media de los habitantes del condado era de 28.679 dólares y el ingreso medio de una familia era de 35.190 dólares. En el año 2000 los hombres tenían unos ingresos anuales 28.470 dólares frente a los 19.886 dólares que percibían las mujeres. El ingreso por habitante era de 15.494 dólares y alrededor de un 17,20% de la población estaba bajo el umbral de pobreza nacional.

## Ciudades y pueblos
- Alderson
- Ashland
- Bache
- Canadian
- Crowder
- Haileyville
- Hartshorne
- Indianola
- Kiowa
- Krebs
- Longtown
- McAlester
- Pittsburg
- Quinton
- Savanna